# Trirreactor

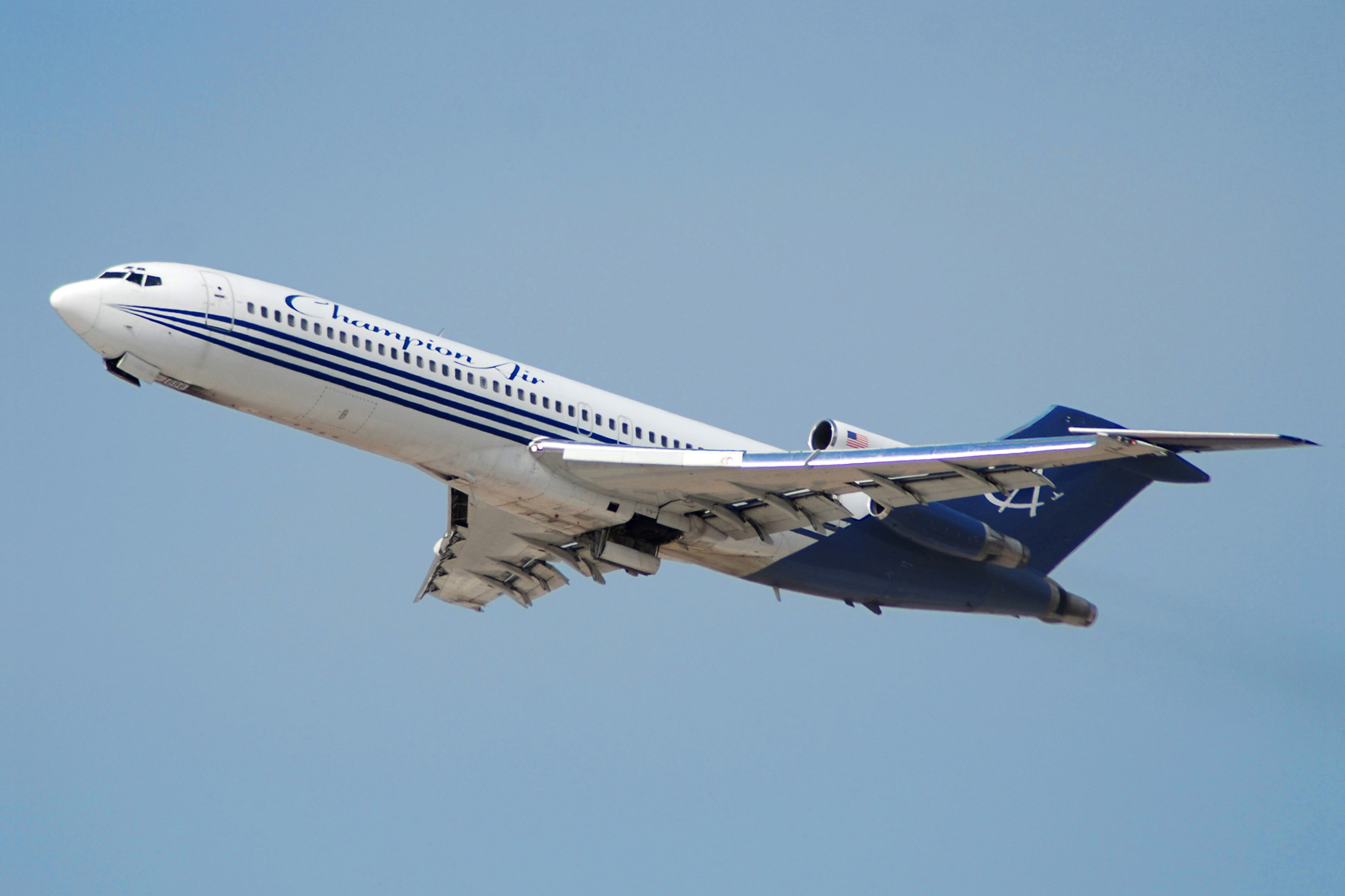
Uno de los primeros trirreactores fue el avión comercial Boeing 727.

Un trirreactor es un avión a reacción motorizado por tres motores a reacción. En general, los trirreactores comerciales de aerolíneas son considerados aviones de línea a reacción de segunda generación, debido a su innovadora ubicación de motores, en adición al avance de tecnología turbofán. Los trirreactores son más eficientes que los cuatrirreactores, pero no tan eficientes como los birreactores, que reemplazaron a los trirreactores cuando los motores turbofán más grandes y fiables se pusieron a disposición.

## Modelos todavía en producción
El Dassault Falcon 7X/8X y el Dassault Falcon 900 son los únicos trirreactores que aún están en producción.[cita requerida]

## Diseño

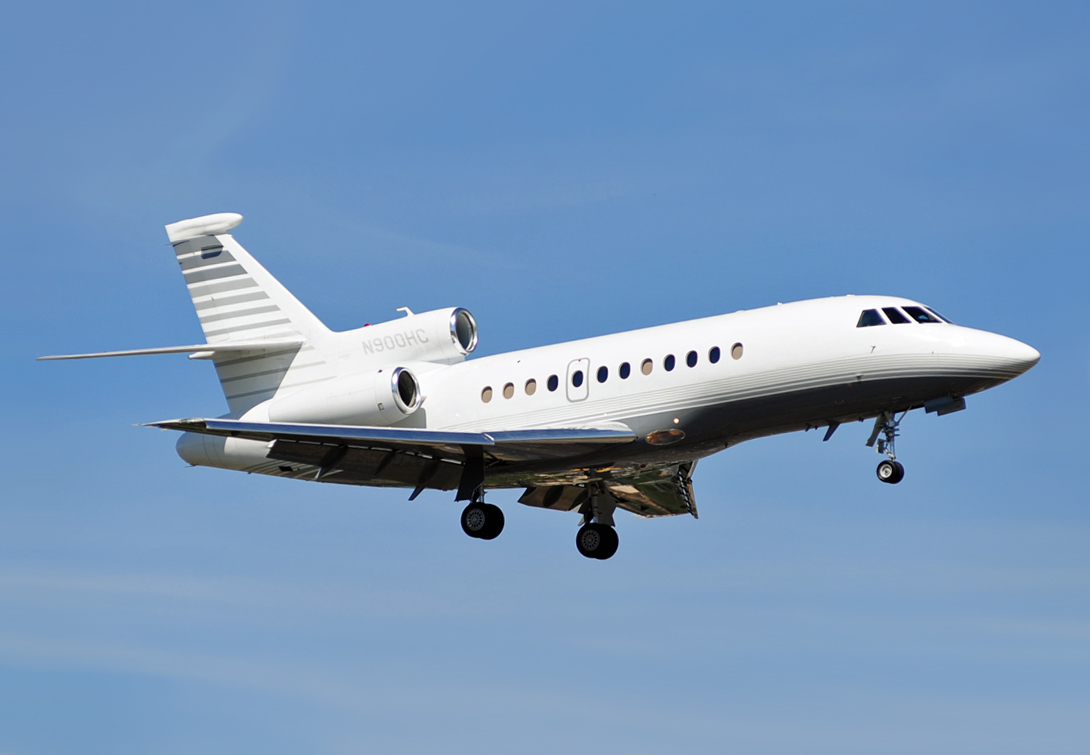
Dassault Falcon 900EX. El 900 y sus derivados, el Falcon 7x y 8x, son los únicos trirreactores en el mundo actualmente en producción.

Una consideración con los trirreactores es posicionar el motor central. Esto generalmente se logra colocando el motor a lo largo de la línea central, pero aún presenta dificultades. La configuración más común es tener el motor central ubicado en la parte trasera del fuselaje y alimentado con aire por un ducto en forma de S; esto es usado en el Hawker Siddeley Trident, el Boeing 727, el Túpolev Tu-154, el Lockheed L-1011 TriStar, y, más recientemente, el Dassault Falcon 7X. El ducto en S tiene baja resistencia, y debido a que el tercer motor está montado más cerca a la línea central, la aeronave normalmente será fácil de pilotar en el evento de un fallo de motor. Sin embargo, los diseños del ducto en S son más complejos y costosos, particularmente para un avión comercial. Además, el compartimento central del motor requeriría cambios estructurales en caso de una importante reingeniería (remodelamiento del motor). Por ejemplo, el compartimiento central del 727 tenía suficiente tamaño para un turbofán de derivación baja y no los turbofanes de derivación alta más nuevos, que eran más silenciosos y potentes. Boeing decidió que un rediseño era muy costoso y terminó su producción en vez de hacer más desarrollo. La sección de cola del Lockheed Tristar era muy pequeña para un motor existente de dos carretes, ya que fue diseñado solo para acomodar el nuevo motor Rolls-Royce RB211 de tres carretes, y los retrasos en el desarrollo del RB211, a su vez, retrasaron la entrada en servicio del TriStar, lo que afectó las ventas.

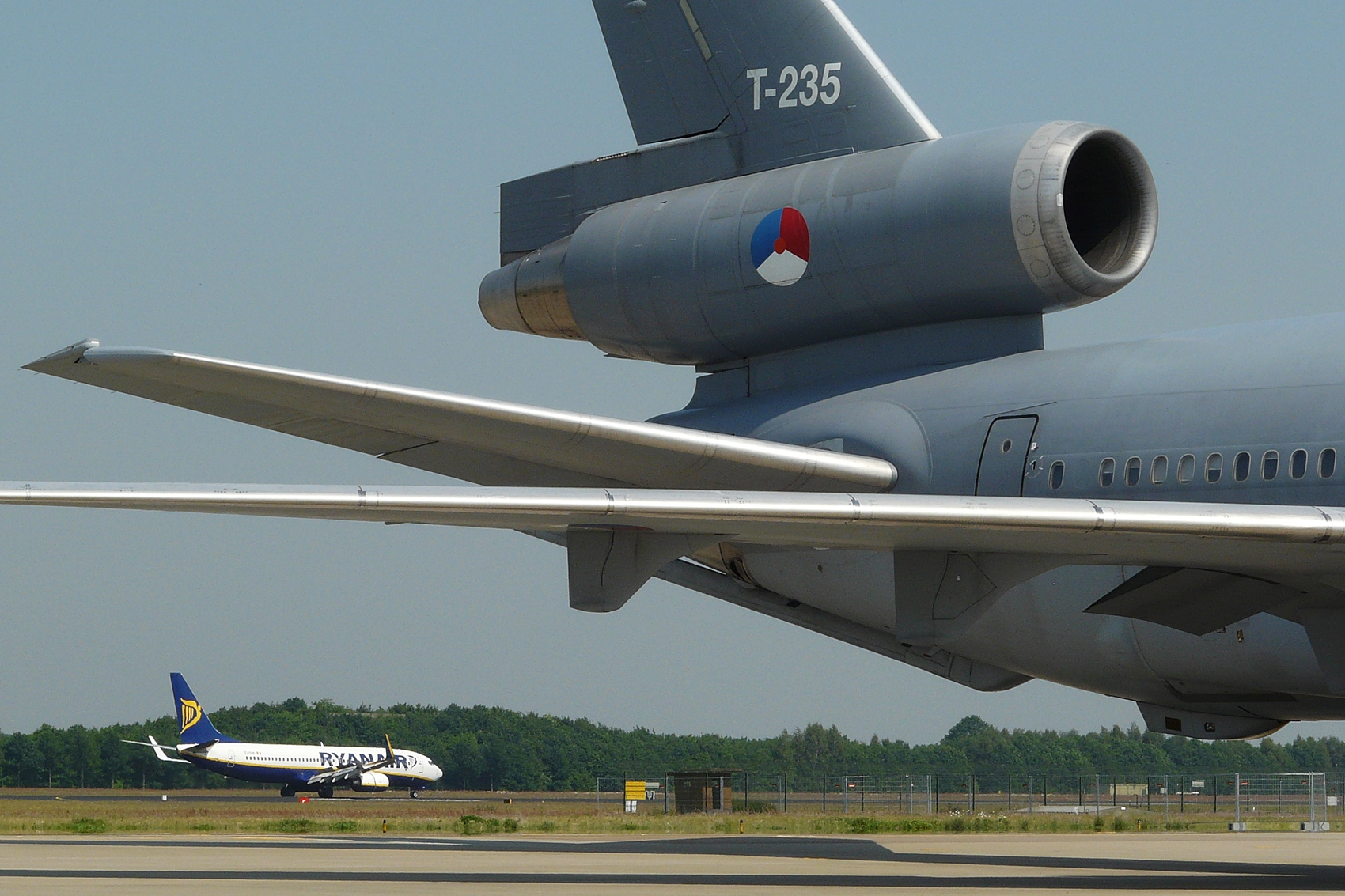
Disposición del motor central "directo" en el KC-10, basado en el DC-10

El McDonnell Douglas DC-10 y el relacionado MD-11 utilizan un diseño de motor central alternativo "directo", que permite una instalación, modificación y acceso más sencillos. También tiene el beneficio adicional de ser mucho más fácil de rediseñar. Sin embargo, esto sacrifica la aerodinámica en comparación con el ducto en S. Además, como el motor está ubicado mucho más arriba que los motores montados en las alas, una falla del motor producirá un mayor momento de cabeceo, lo que hará que sea más difícil de controlar.

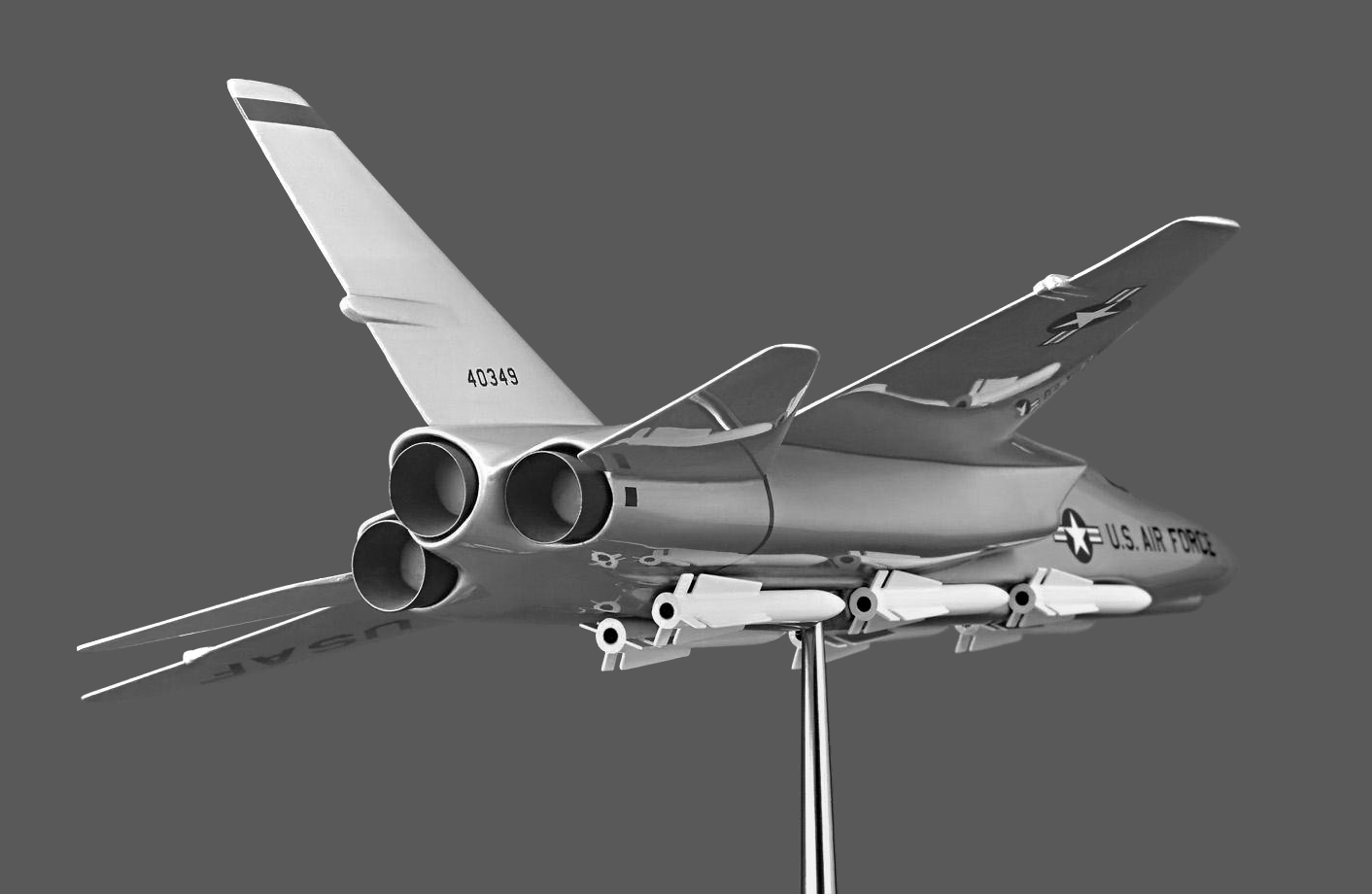
NR-349 improved manned interceptor proposal

La ubicación de los dos motores restantes varía. La mayoría de los aviones más pequeños, como el Hawker Siddeley Trident y el Boeing 727, así como el Túpolev Tu-154 de tamaño intermedio, tienen dos pilones de motor de montaje lateral en una configuración de cola en T. El Lockheed TriStar de fuselaje ancho más grande y el DC-10/MD-11 montan un motor debajo de cada ala. Se realizaron estudios preliminares en el TriStar para reutilizar el fuselaje y el ala para un diseño de bimotor, aunque nunca se materializaron debido a la falta de fondos de Lockheed. Además, a finales de la década de 1990, Boeing, que se había hecho cargo de McDonnell Douglas, consideró quitar el motor de cola del MD-11 para convertirlo en un bimotor, pero en lugar de eso canceló la producción del MD-11 por completo.

## Ventajas y desventajas
Una ventaja importante del diseño del trirreactor es que las alas se pueden ubicar más hacia atrás en el fuselaje, en comparación con los birreactores y cuatrirreactores con todos los motores montados en las alas, lo que permite que las puertas de entrada y salida de la cabina principal estén ubicadas más centralmente para un embarque y desembarque más rápido, asegurando tiempos de respuesta más cortos.